# Wesley Matos
Wesley Matos es un deportista brasileño que compitió en acuatlón. Ganó una medalla de plata en el Campeonato Mundial de Acuatlón de 2009.

## Palmarés internacional
| Campeonato Mundial | Campeonato Mundial     | Campeonato Mundial | Campeonato Mundial |
| Año                | Lugar                  | Medalla            | Prueba             |
| ------------------ | ---------------------- | ------------------ | ------------------ |
| 2009               | Gold Coast (Australia) | Medalla de plata   | Individual         |